# Nagyligeti Sporttelep
A Nagyligeti Sporttelep Balassagyarmat háromezer férőhelyes sportlétesítménye, ami a labdarúgás mellett az atlétikának is otthont ad. Hazai csapata 2015-ig a Balassagyarmati VSE volt.

## Története
Balassagyarmat új sporttelepének létesítését 1921 februárjában kezdeményezték a Nógrád vármegyei testnevelési bizottság ülésén. A sportbizottsági elnök, Paczolay Zoltán két helyszínre tett javaslatot, az egyik a Nagyliget, a másik az Ipoly melletti katonai tér volt. A sporttelep terveit Tiszay Géza készítette el, az építkezést Magos Dezső vezette. Az építkezést társadalmi gyűjtés előzte meg. A Magyar Országos Véderő Egyesület helyi elnöke, dr. Sztranyavszky Sándor 13 000 koronát, a vármegyei alispán, Nagy Mihály pedig építőanyagokat ajánlott fel. A gyűjtést Hanzély Gyula vállalta, de segített a Magyar Asszonyok Nemzeti Szövetségének helyi szervezete és a Területvédelmi Liga is.
A sporttelep Horthy Miklós balassagyarmati látogatására kész is lett, így a kormányzó 1922. október 29-én a városháza falán lévő emléktábla mellett ezt is felavatta. Az avatóünnepségen a polgári leányiskola és a főgimnázium tanulói mutattak be gyakorlatokat. A sporttelephez ekkor tartozott egy labdarúgó pálya, egy atlétikai futópálya és egy falelátó. A befogadóképessége 3000 fő volt. Labdarúgó mérkőzéseken kívül atlétikai, motorversenyeket is rendeztek itt. Felvidék déli részének visszacsatolásakor katonai díszszemlét is tartottak itt. A lelátó a második világháború alatt elpusztult, nem építették újjá.
A világháború után rendbe kellett tenni, hogy újra lehessen itt tartani sportversenyeket, ehhez a Városi Tanács 1947-ben biztosította a forrásokat. Az 1960-as években a hazai Dózsa SE több híres csapatot is látott vendégül a Nagyligeti Sporttelepen, többek között a labdarúgó-válogatottat 1965. szeptember 25-én, kiktől 1:5-re, vagy a Győri ETO-t, 0:2-re kaptak ki. A labdarúgópályát a '60-as évek végén újrafüvesítették, 1971. május 1-én nyílt meg újra. Ugyanekkor egyesítették a Dózsa Sportegyesületet és a Vasutas Sportklubbal, létrehozva a Balassagyarmati Sport Egyesületet.
A városi önkormányzat a 2014 és 2019 közötti gazdasági programjában a város nyugati határában fekvő ipari parkot is kívánják fejleszteni, területét növelni. Ezért a városi önkormányzat a sporttelep Ipoly partra költöztetését tervezte, ahol már 2015 végére elkészült a Kövi Pál Sportközpont és a hozzátartozó füves pálya, az így megüresedő sportpálya területét pedig további ipari létesítmény építésére használhatják fel.

## Megközelítés tömegközlekedéssel
| Járat        | Megálló           | Távolság              |
| ------------ | ----------------- | --------------------- |
| 3, 3C, 4, 9A | Nagyliget         | 240 m (gyalog 3 perc) |
| 3, 3C, 4, 9A | Fémipari Vállalat | 160 m (gyalog 2 perc) |

## Külső hivatkozások
- Városi Sportintézmények Balassagyarmat
- Palóc Farkasok - Balassagyarmat